# Martha Graham
Pour les articles homonymes, voir Graham.
Œuvres principales
Lamentation,  Cave of the Heart,  Night Journey
Martha Graham, née le 11 mai 1894 dans le comté d'Allegheny (Pennsylvanie, États-Unis) et morte le 1er avril 1991 (New York), est une danseuse et chorégraphe américaine. Elle est considérée comme l'une des plus grandes innovatrices de la danse moderne et par conséquent l'une des fondatrices de la danse contemporaine.

## Biographie

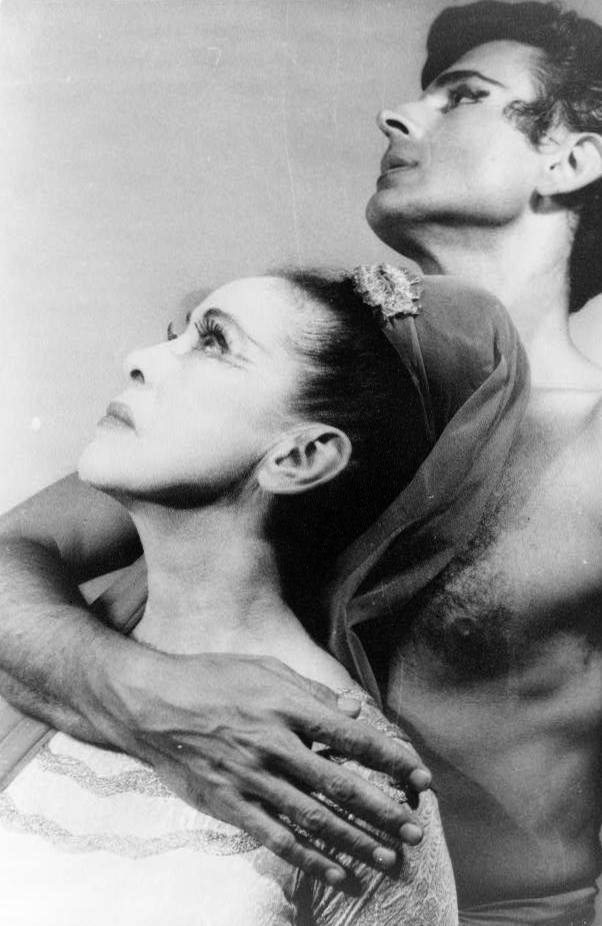
Martha Graham et Bertram Ross en 1961.

Elle naît en 1894 en Pennsylvanie. Son père est médecin aliéniste. En 1908, sa famille s'installe en Californie. C'est là qu'elle a l'occasion de voir danser Ruth Saint Denis dans les années 1910, et qu'elle commence à s'intéresser à la danse. Envisageant une carrière de danseuse, elle se forme à la Cumnock School of Expression, à Los Angeles. Elle entre à la Denishawn School en 1917, et a son premier grand rôle en 1920 dans Xochilt. En 1925, elle commence à enseigner la danse à la Eastman School of Music à Rochester, avant de fonder sa propre école. En 1926, elle fonde sa propre compagnie, The Martha Graham Dance Company, à laquelle participèrent un certain nombre de danseuses (la troupe étant exclusivement féminine jusqu'en 1938), dont Sophie Maslow, Anna Sokolow, Jean Erdman et Jane Dudley, qui toutes quatre rejoignirent ensuite le New Dance Group, plus ou moins impliqué dans le mouvement des droits civiques. Cette troupe est pendant des années uniquement féminine. Elle ne s'ouvre aux hommes qu'à partir de 1938, année où le danseur Erick Hawkins, qui va devenir son époux, les rejoint. Merce Cunningham y fait ses armes d’interprète, de 1935 à 1940.
Son style unique de danse moderne est le reflet de l'art moderne de son époque. Ses créations la rendent très vite célèbre pour les innovations qu'elle apporte à la danse moderne. Figure importante de la danse moderne, on lui doit une technique fondée sur la respiration, la contraction et la détente du corps, ainsi que de nombreuses œuvres comme Lamentation en 1930, Cave of the Heart en 1946 ou encore The Rite of Spring en 1984. Elle mesurait 1 mètre 60 mais paraissait souvent plus grande sur scène grâce à des costumes qu'elle avait le goût de choisir.
Elle décide d’arrêter de se produire sur scène en 1969, à 75 ans. « Plus que tout être humain, un danseur meurt deux fois : la première, physique, quand le corps puissamment entraîné ne répond plus… », confie-t-elle.
Elle eut comme élève la future star internationale Madonna, qu'elle retrouvera en 1990. Madonna lui rendra hommage en intitulant son quatorzième album studio "MadameX".
En 1981, elle reçoit le tout premier American Dance Festival Award pour l'ensemble de sa carrière. En 1998, le magazine américain Time a désigné Martha Graham comme la « danseuse du siècle » et l'une des personnalités les plus importantes du XXe siècle.
Jusqu'à un âge très avancé, Martha Graham a accompagné les membres de sa troupe dans leurs tournées à travers les États-Unis et le reste du monde, pour superviser leur travail. On l'a ainsi vue, en juillet 1987, apparaître en fin de représentation, pour une ovation debout, sur la scène dressée dans la Cour d'honneur du palais des Papes, lors d'une série de représentations données dans le cadre du Festival d'Avignon.

## Théorie
Martha Graham s'est engagée sur la voie d'un langage chorégraphique narratif basé sur les contractions et les relâchements autour du bassin, centre de toutes les pulsions. Son travail est très influencé par la psychanalyse. Elle parle beaucoup de désir féminin, de la façon dont il est vécu. Il n'y avait que des femmes dans sa compagnie jusqu'en 1938 où Merce Cunningham et Erick Hawkins (en) ont dansé avec elle. Elle questionne également l'identité américaine, les grands espaces, et revisite les mythes antiques.
Le schéma narratif de ses pièces est assez classique, comme dans Night journey, où Jocaste rêve du drame d'Œdipe. Chaque personnage a une signature gestuelle différente, opposant notamment la posture ancrée de Jocaste aux mouvements dynamiques et vifs d'Œdipe. Les trois Furies sont représentées par un groupe de danseuses qui traverse l'espace à la manière des oiseaux, rapidement et farouchement.
Connue pour être une pédagogue novatrice, Martha Graham développe sa technique pédagogique, aujourd'hui connue sous le nom de technique Graham, au cours du travail quotidien avec les danseuses de sa compagnie. La technique Graham, pensée pour se mettre service du travail chorégraphique, se compose d'un ensemble d'exercices codifiés dont certains se pratiquent au sol en position assise, d'autres debout, ou encore en traversées. Les principes fondamentaux de la technique sont la respiration et l'alternance entre contraction et relâchement des muscles profonds du corps pour façonner le mouvement, mais aussi les transferts de poids, les spirales, les chutes et les mouvements décalés. 

## Intégralité des chorégraphies
| - 1926 : Chorale (musique de César Franck) - Novelette (musique de Robert Schumann) - 1927 : Lugubre (musique d’Alexandre Scriabine) - Revolt (musique d’Arthur Honegger) - Scherza (musique de Robert Schumann) - 1929 : Figure of a Saint (musique de George Frideric Handel) - Resurrection (musique de Tibor Harsanyi) - Adolescence (musique de Paul Hindemith) - Danza (musique de Darius Milhaud) - Moment Rustica (musique de Francis Poulenc) - Heretic (musiques du folklore breton) - 1930 : Lamentation (musique de Zoltán Kodály) - Harlequinade (musique d'Ernst Toch) - 1931 : Primitive Mysteries (musique de Louis Horst) - Bacchanale (musique de Wallingford Riegger) - Dolorosa (musique de Heitor Villa-Lobos) - 1935 : Praeludium (musique de Paul Nordoff) - Course (musique de George Antheil) - 1936 : Steps in the Street (morceau de Chronicle) - Chronicle (musique de Wallingford Riegger, lumières de Jean Rosenthal) - Horizons (musique de Louis Horst) - Salutation (musique de Lehman Engel) - 1937 : Deep Song (musique de Henry Cowell) - Opening Dance (musique de Norman Lloyd) - Immediate Tragedy (musique de Henry Cowell) - American Lyric (musique d'Alex North) - 1938 : American Document (musique de Ray Green) - 1939 : Columbiad (musique de Louis Horst) - Every Soul is a Circus (musique de Paul Nordoff) - 1940 : El Penitente (musique de Louis Horst) - Letter to the World (musique de Hunter Johnson) - 1941 : Punch and the Judy (musique de Robert McBride) - 1942 : Land Be Bright (musique d’Arthur Kreutz) - 1943 : Deaths and Entrances (musique de Hunter Johnson) - Salem Shore (musique de Paul Nordoff) - 1944 : Appalachian Spring (musique d’Aaron Copland) - Imagined Wing (musique de Darius Milhaud) - Hérodiade (musique de Paul Hindemith) - 1946 : Dark Meadow (musique de Carlos Chávez) - Cave of the Heart (musique de Samuel Barber) - 1947 : Errand into the Maze (musique de Gian Carlo Menotti, mise en scène de Isamu Noguchi, éclairages de Jean Rosenthal) - Night Journey, Martha Graham (musique de William Schuman) - 1948 : Diversion of Angels (musique de Norman Dello Joio) - 1950 : Judith (musique de William Schuman) - 1954 : Ardent Song (musique d’Alan Hovhaness) - 1955 : Seraphic Dialogue (musique de Norman Dello Joio) - 1958 : Clytemnestra (musique de Halim El-Dabh) - Embattled Garden (musique de Carles Surinach) - 1959 : Episodes (commande du New York City Ballet, musique d'Anton Webern) | - 1960 : Acrobats of God (musique de Carlos Surinach) - Alcestis (musique de Vivian Fine) - 1961 : Visionary Recital (révisé en Samson Agonistes en 1962, musique de Robert Starer) - One More Gaudy Night (musique de Halim El-Dabh) - 1962 : Phaedra (musique de Robert Starer) - A Look at Lightning (musique de Halim El-Dabh) - Secular Games (musique de Robert Starer) - Legend of Judith (musique de Mordecai Seter) - 1963 : Circe (musique d'Alan Hovhaness) - 1965 : The Witch of Endor (musique de William Schuman) - 1967 : Cortege of Eagles (musique d’Eugene Lester) - 1968 : A Time of Snow (musique de Norman Dello Joio) - Plain of Prayer (musique de Eugene Lester) - The Lady of the House of Sleep (musique de Robert Starer) - 1969 : The Archaic Hours (musique d’Eugene Lester) - 1973 : Mendicants of Evening (révisé en Chronique en 1974, musique de David Walker ) - Myth of a Voyage (musique d’Alan Hovhaness) - 1974 : Holy Jungle (musique de Robert Starer) - Jacobs Dream (musique de Mordecai Seter) - 1975 : Lucifer (musique de Halim El-Dabh) - Adorations (musiques de Mateo Albéniz, Domenico Cimarosa, John Dowland et Girolamo Frescobaldi) - Point of Crossing (musique de Mordecai Seter) - The Scarlet Letter (musique de Hunter Johnson) - 1977 : O Thou Desire Who Art About to Sing (musique de Meyer Kupferman) - The Shadows (musique de Gian Carlo Menotti) - 1978 : The Owl and the Pussycat (musique de Carlos Surinach) - Ecuatorial (musique d'Edgard Varèse) - Flute of Pan (musiques traditionnelles) - 1978 ou 1979 : Frescoes (musique de Samuel Barber) - 1979 : Episodes (révisé, musique d'Anton Webern) - 1980 : Judith (musique d'Edgard Varèse) - 1981 : Acts of Light (musique de Carl Nielsen) - 1982 : Dances of the Golden Hall (musique d’Andrzej Panufnik) - Andromanche's Lament (musique de Samuel Barber) - 1983 : Phaedra's Dream (musique de George Crumb) - 1984 : The Rite of Spring (musique d’Igor Stravinsky) - 1985 : Song (musiques populaires roumaines jouées à la flûte de pan par Gheorghe Zamfir, avec Marcel Cellier aux claviers) - 1986 : Temptations of the Moon (musique de Béla Bartók) - Tangled Night (musique de Klaus Egge) - 1987 : Persephone (musique d’Igor Stravinsky) - 1988 : Night Chant (musique de R. Carlos Nakai) - 1990 : Maple Leaf Rag (musique de Scott Joplin, costumes de Calvin Klein) - 1991 : The Eyes of the Goddess (inachevé) |

## Distinction
Au cours de sa carrière, Graham a reçu une bourse Guggenheim en chorégraphie à trois reprises : une en 1932, une en 1943 et une en 1944.
En 1957, elle a été élue membre de l'Académie américaine des Arts et des Sciences. Elle a reçu la Médaille présidentielle de la liberté en 1976 des mains du président Gerald Ford (dont la Première Dame, Betty Ford, avait étudié sous la direction de Graham dans sa jeunesse). Ford l’a qualifiée de « trésor national ».
En 1981, Graham a été la première lauréate du prix Samuel H. Scripps/American Dance Festival pour l'ensemble de sa carrière en danse moderne, un prix qui lui a été remis par Betty Ford.
En 1984, le ministre de la Culture Jack Lang la nomme chevalier dans l'Ordre de la Légion d'Honneur lors d'une cérémonie au palais Garnier.
En 1987, Graham a été intronisée au Hall of Fame du Musée national de la danse, dans la section Mr. & Mrs. Cornelius Vanderbilt Whitney.
En 1990, elle reçoit le prix Geoffrey-Beene du Conseil des créateurs de mode américains.
En 1998, elle a été nommée à titre posthume « Danseuse du siècle » par Time Magazine et l’une des « Icônes féminines du siècle » par People.
En 2015, elle a été intronisée à titre posthume au National Women's Hall of Fame.
Le 11 mai 2020, à l’occasion de ce qui aurait été son 126ᵉ anniversaire, la New York Public Library for the Performing Arts a annoncé avoir acquis les archives de Graham pour sa division de danse Jerome Robbins. Ces archives comprennent principalement des documents papier, des photographies et des films, y compris des images rares de Graham dansant dans des œuvres telles que Appalachian Spring et Hérodiade, son script pour Night Journey, ainsi que ses notes manuscrites pour American Document.

## Publication (auto-biographie)
- Mémoire de la danse de Martha Graham, Actes Sud, 1993,  (ISBN 978-2868698162)(titre original : Blood Memory : An Autobiography, publié en 1991)

## Dans la fiction
- Dans la série télévisée The First Lady (2022), son rôle est interprété par Leslie Kritzer (en).